# Kossi Assou
Pour les articles homonymes, voir Assou.
Kossi Assou, né le 15 juin 1958 à Abidjan (Côte d'Ivoire), est un artiste contemporain togolais, plasticien, designer et entrepreneur culturel. Diplômé de l'École nationale des beaux-arts d'Abidjan, il vit et travaille à Lomé (Togo).